# Ármin Vámbéry
Ármin Vámbéry (nombre de nacimiento: Hermann Wamberger; 19 de marzo de 1832-15 de septiembre de 1913), conocido como Arminius Vámbéry, fue un turcólogo y viajero húngaro.

## Biografía
Vámbéry nació en el Imperio austríaco Svätý Jur, la actual Eslovaquia, en una familia judía pobre. Según Ernst Pawel, biógrafo de Theodor Herzl, así como Tom Reiss, biógrafo de Kurban Said, el apellido original de Vámbéry era Wamberger en lugar de Bamberger. 
Fue criado como judío, pero luego se convirtió en ateo. Vámbéry tenía la edad de 1 año cuando falleció su padre y la familia se mudó a Dunajská Streda, en la actual Eslovaquia.
En su autobiografía, Vámbéry dice que sus padres eran pobres y tenía muchos hermanos, por lo que se vieron obligados a dejar de mantener a cada uno de ellos desde una edad temprana. Quedó "a la deriva" a la edad de 12 años. Afirma que el hambre constante y la escasa ropa de su infancia endurecieron su joven cuerpo, lo que le resultó muy útil en sus viajes posteriores. Caminaba con una muleta debido a un trastorno congénito.
Asistió a la escuela local hasta los 12 años y mostró una notable aptitud para aprender idiomas. Se vio obligado a dejar la escuela para mantenerse con el trabajo. Trabajó brevemente como asistente de modista, pero después de convertirse en tutor del hijo del posadero del pueblo, sus amigos le permitieron ingresar en el "Untergymnasium" de Szentgyörgy.
A los dieciséis años, tenía buenos conocimientos de húngaro, hebreo, latín, francés y alemán. También estaba adquiriendo rápidamente inglés, las lenguas escandinavas, ruso, serbio y otras lenguas eslavas.
En 1846 se mudó a Bratislava, donde permaneció tres años. Posteriormente estudió en Viena, Kecskemét y Budapest.

## Trabajo diplomático

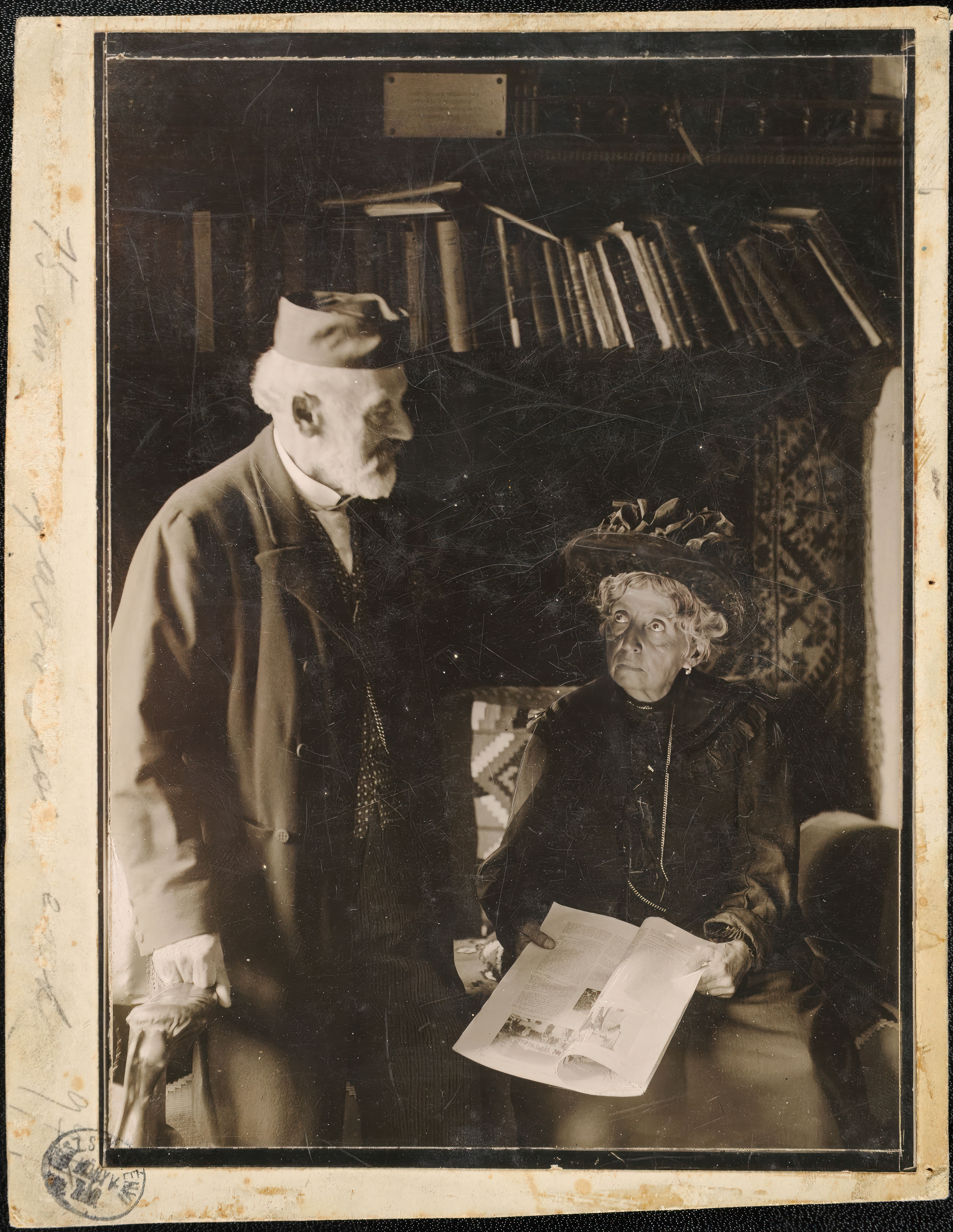
Vámbéry junto a su esposa.

Theodor Herzl reclutó a Vámbéry como consultor sobre el trabajo diplomático en el Imperio Otomano. Vámbéry fue profesor de lenguas orientales en la Universidad de Budapest. Herzl dijo de Vámbéry:
[Él] no sabe si es más turco que inglés, escribe libros en alemán, habla doce idiomas con igual dominio y ha profesado cinco religiones, en dos de las cuales ha servido como sacerdote... Me contó mil y una historias de Oriente, de su intimidad con el sultán, etc. Inmediatamente confió plenamente en mí y me dijo, bajo juramento de secreto, que era un agente secreto de Turquía y de Inglaterra.

## Viajes

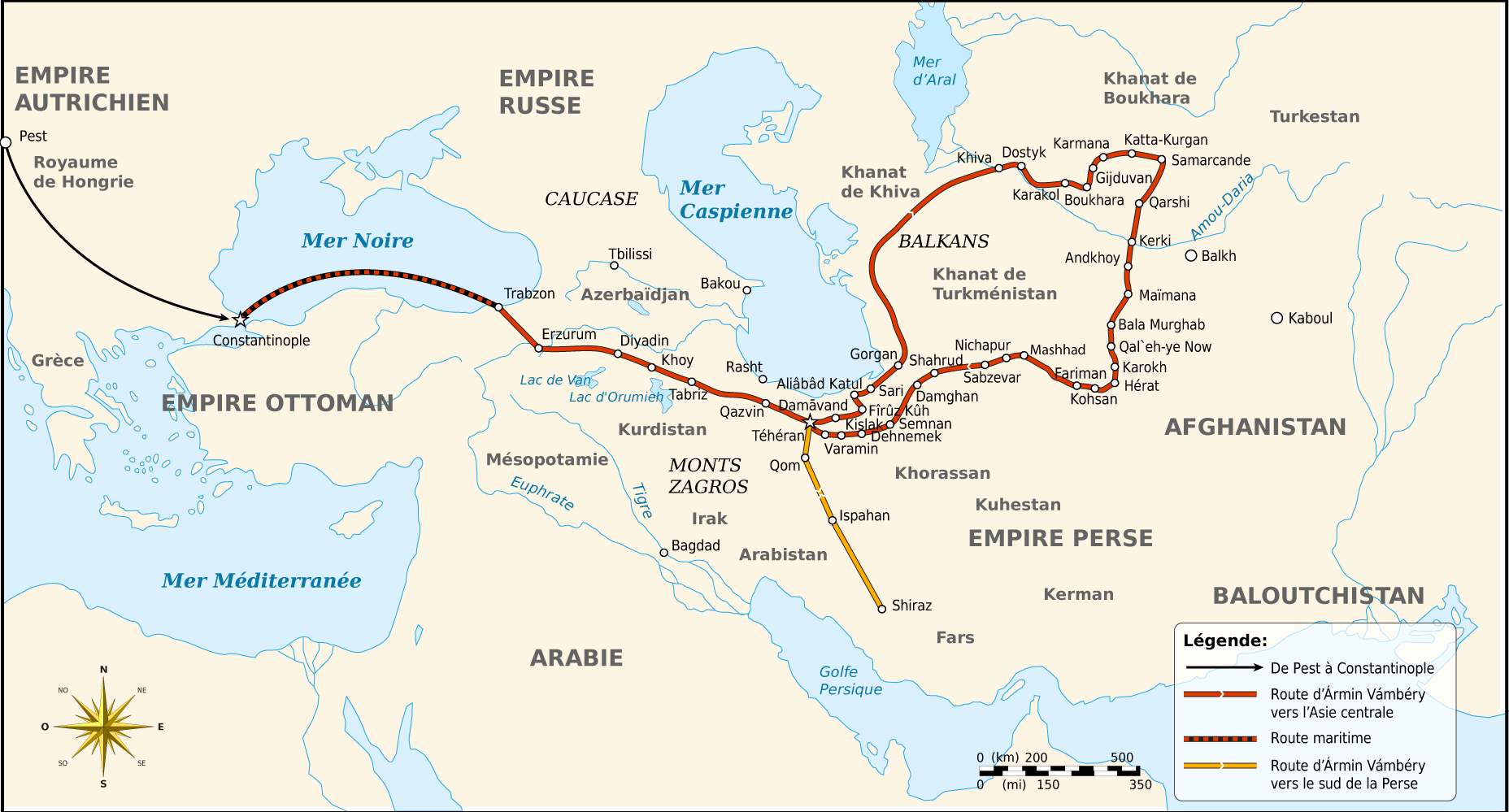
Mapa de los viajes de Ármin Vámbery en la Asia Central

Vámbéry se sintió especialmente atraído por la literatura y cultura del Imperio Otomano, incluida Turquía. A la edad de veinte años, Vámbéry había aprendido suficiente turco otomano junto con József Eötvös, a Estambul y establecerse como profesor privado de lenguas europeas. Se convirtió en tutor en la casa de Huseyin Daim Pasha y, bajo la influencia de su amigo e instructor, Ahmet Efendi, se convirtió en osmanli de pleno derecho, sirviendo como secretario de Fuat Pasha. Por esta época fue elegido miembro correspondiente de la Academia de Ciencias de Hungría por sus traducciones otomanas.
Después de pasar aproximadamente un año en Payitaht, publicó en 1858 un diccionario alemán-turco. También publicó varias otras obras lingüísticas. Aprendió una veintena de lenguas y dialectos turcos más. Al regresar a Budapest en 1861, recibió un estipendio de mil florines de la academia, y en el otoño del mismo año, disfrazado de derviche suní y bajo el nombre de Reshit Efendi, partió de la capital del país delImperio Otomano. Su ruta iba desde Trebisonda en el Mar Negro hasta Teherán en Persia, donde se unió a un grupo que regresaban de La Meca y pasó meses viajando por el centro de Irán (Tabriz, Zanjan y Kazvin ). Luego se dirigió a Shiraz, a través de Isfahán, y en junio de 1863 llegó a Khorezm, en la Asia Central. Durante todo este tiempo, logró mantener su disfraz de "Reshit Efendi", de modo que a su llegada al Kanato de Khiva logró mantener las apariencias durante las entrevistas con Khan Sayyid Muhammad. Junto con su grupo de viajeros cruzó Bujará y llegó a Samarcanda. Describió los principales monumentos de Samarcanda. Al principio despertó las sospechas del gobernante local, quien lo mantuvo en audiencia durante media hora. Vámbéry logró mantener sus fingidas y dejó al público cargado de regalos. Al salir de Samarcanda, Vámbéry emprendió el camino de regreso a Estambul, pasando por Herat. Allí se despidió de la banda y se unió a una caravana hacia Teherán, y de allí, vía Trebisonda y Erzurum, a Estambul, llegando allí en marzo de 1864.

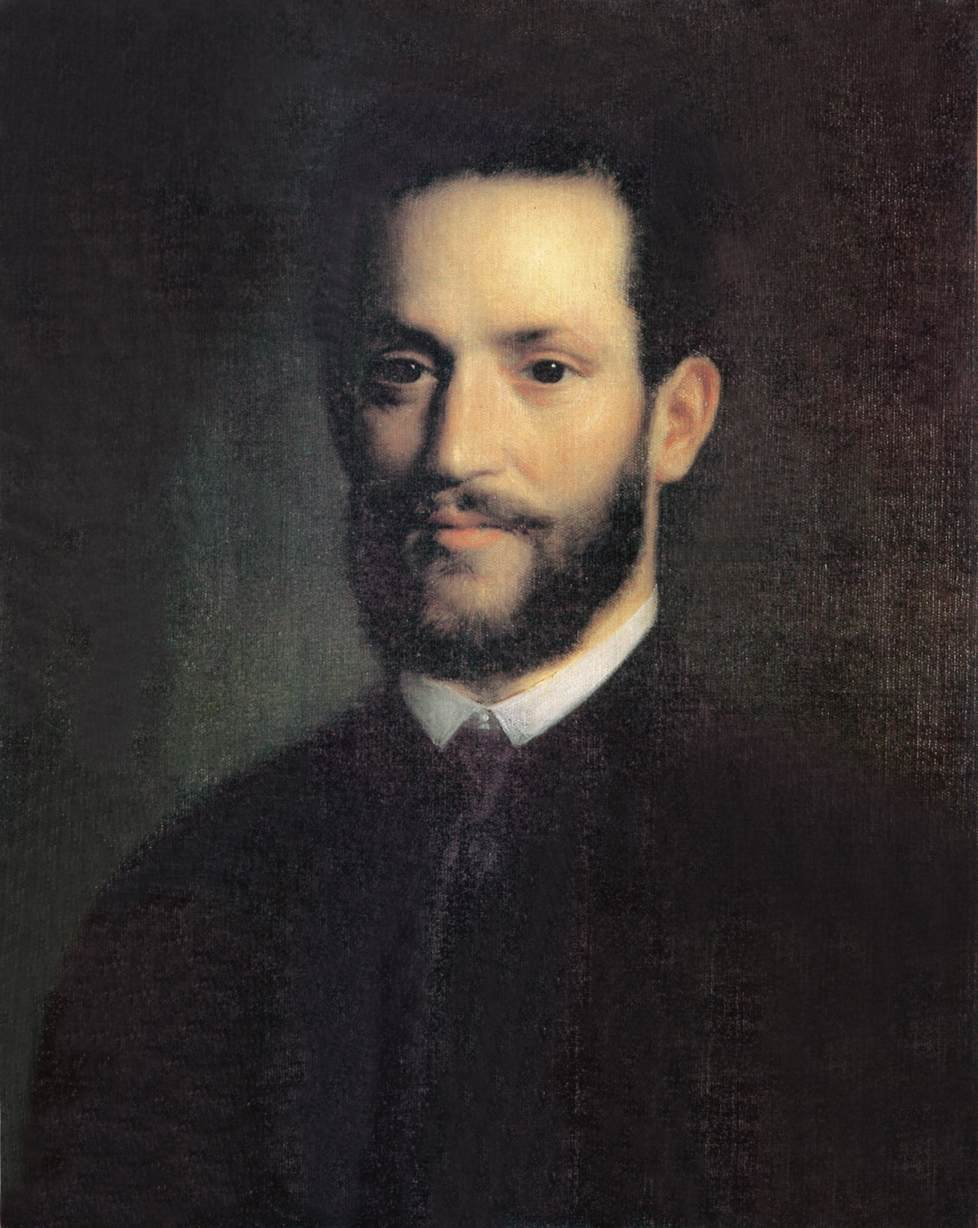
Retrato de Arminius Vámbéry, de Mihály Kovács en el año 1861.

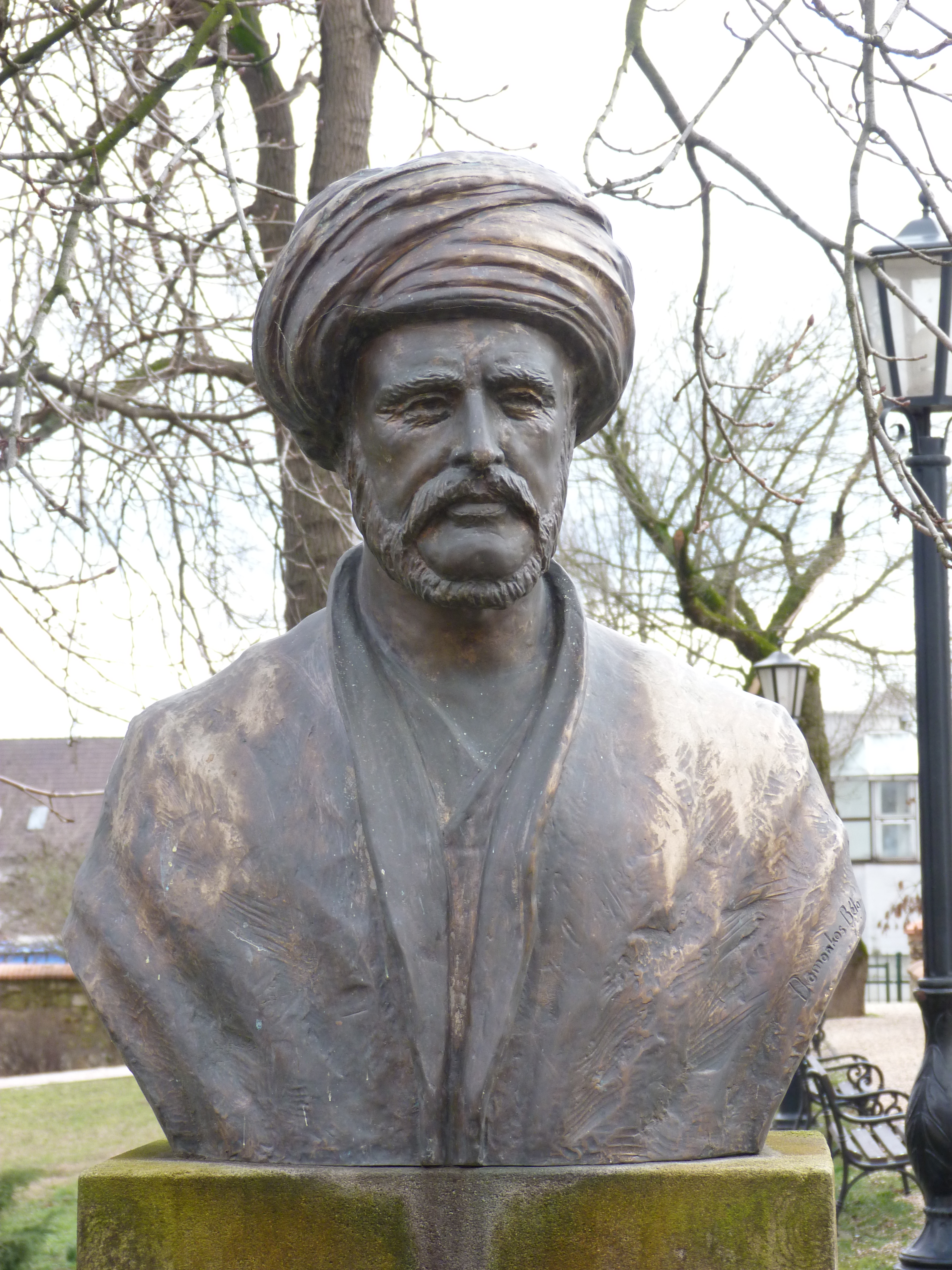
Estatua de Ármin Vámbéry

Este fue el primer viaje exitoso realizado por un europeo. Después de un largo y peligroso viaje regresó a Pest en mayo de 1864. Fue a Londres para organizar la publicación en inglés de su libro sobre los viajes. "Viajes por Asia Central" y su homólogo húngaro "Közép-ázsiai utazás" (1865). Gracias a sus viajes, se convirtió en un escritor y una celebridad de renombre internacional. Conoció a miembros de la élite social británica.
Vámbéry se hizo conocido también como publicista, defendiendo celosamente la política británica en el Este frente a la de los rusos. Su 70 cumpleaños fue ampliamente celebrado en marzo de 1902, recibiendo saludos de instituciones académicas de toda Europa. El rey británico Eduardo VII lo nombró comandante honorario de la Real Orden Victoriana, seguido de una carta donde se apreciaba a Vámbéry como " un amigo tan bueno y constante para Inglaterra".  En 2005, los Archivos Nacionales de Kew, Surrey, hicieron accesibles al público los archivos y se reveló que Vámbéry había sido empleado por el Ministerio de Asuntos Exteriores británico como agente y espía cuya tarea era combatir los intentos rusos de ganar terreno en Asia Central y amenazando la posición británica en el subcontinente indio.
Defendió la teoría de la estrecha relación lingüística y étnica turco - húngara, y sus publicaciones sobre el tema provocaron un duro debate científico y públic, recordado como la "Guerra Úgro-Turca".  Vámbéry argumentó que la gran cantidad de similitudes entre las lenguas turcas y el húngaro apuntaban a un origen compartido de estas lenguas y pueblos en el norte de Asia. En su opinión, el húngaro es una lengua de contacto, una lengua mixta, y fruto de la mezcla de los primeros húngaros con los pueblos turcos; Como resultado de esta fusión, la lengua húngara adquirió un carácter único y claramente dual (ugrio y turco).No obstante, la teoría de Vámbéry encontró la oposición de los defensores de la teoría finno-ugria sobre los orígenes del húngaro, que gradualmente triunfaron en Hungría pero no en Turquía. En Turquía, el húngaro y el turco todavía se consideran dos ramas de una misma familia lingüística, la ural-altaica.
Vámbéry conoció a Bram Stoker durante una estancia en Londres, y Stoker lo reclamó como su consultor y como transmisor del folclore balcánico, inspirador del personaje antagonista principal Drácula y del título del libro. A veces se dice que el personaje del profesor Van Helsing en la novela de Stoker, Drácula, está basado en Vámbéry, aunque Stoker probablemente se inspiró en el Dr. Hesselius de Sheridan Le Fanu. En la novela (capítulos 18 y 23) Van Helsing se refiere a su "amigo Arminius, de la Universidad de Buda-Pesth".
Su hijo, Rustem Vambery, sirvió como embajador de Hungría en los Estados Unidos después de la Segunda Guerra Mundial.

## Publicaciones
- "Deutsch-Türkisches Taschenwörterbuch" (Constantinopla, 1858) [Diccionario de bolsillo alemán-turco]
- "Abuska," a Diccionario turco-chagatai (Budapest, 1861)
- "Reise in Mittelasien" (Leipzig, 1865, 2d ed. 1873) [Viajar por Asia Central]
- "Cagataische Sprachstudien" (ib. 1867) [Estudios del idioma chagatai] (Ćagataische sprachstudien, enthaltend grammatikalischen umriss, chrestomathie, und wörterbuch der ćagataischen sprache;)
- "Meine Wanderungen und Erlebnisse in Persien" (ib. 1867) -  [Mis andanzas y experiencias en Persia]
- "Skizzen aus Mittelasien" (ib. 1868) - Bocetos de Asia Central
- "Uigurische Sprachmonumente und das Kudatku-Bilik" (Innsbruck, 1870)
- "Uigurisch-Türkische Wortvergleichungen" (Budapest, 1870)
- "Geschichte Bocharas" (2 vols., Stuttgart, 1872) - Historia de Bujara (1873)
- "Der Islam im Neunzehnten Jahrhundert" (Leipzig, 1875) [Islam en el siglo XIX]
- "Sittenbilder aus dem Morgenlande" (Berlin, 1876) - Modales en los países orientales
- "Etymologisches Wörterbuch der Turkotatarischen Sprachen" (Leipzig, 1878) [Diccionario etimológico de las lenguas turco-tártaras]
- "Die Primitive Cultur des Turkotatarischen Volkes" (ib. 1879) - Civilización primitiva del pueblo turco-tártaro
- "Der Ursprung der Magyaren" (ib. 1882) - Origen de los magiares
- "Das Türkenvolk" (ib. 1885)- El pueblo turco
- "Die Scheïbaniade, ein Oezbegisches Heldengedicht", texto y traducción (Budapest, 1885)
- "Historia de Hungría" (London, 1887)
- "A Magyarság Keletkezése és Gyarapodása" (Budapest, 1895)
- "Travels and Adventures of the Turkish Admiral Sidi Ali Reis in India, Afghanistan, Central Asia, and Persia During the Years 1553-1556", una traducción del turco (ib. 1899)
- "Alt-Osmanische Sprachstudien" (Leyden, 1901) [Estudios de lengua otomana antigua (turca)]
- Western Culture in Eastern Lands; A Comparison of the Methods Adopted by England and Russia in the Middle East. (1906)

Sobre política, escribió
- "Russlands Machtstellung in Asien" (Leipzig, 1871) [La posición de poder de Rusia en Asia]
- "Zentralasien und die Englisch-Russische Grenzfrage" (ib. 1873) [Asia central y la cuestión fronteriza entre Inglaterra y Rusia]
- "La próxima lucha por la India" (Londres, 1885)

Escribió su autobiografía con los títulos "Arminius Vámbéry, His Life and Adventures" (ib. 1883) y "Struggles of My Life" (ib. 1904).
Muchas de sus obras han sido traducidas a otros idiomas, especialmente al francés. Publicó numerosos artículos y libros, principalmente en alemán y húngaro. Sus viajes han sido traducidos a muchos idiomas y su Autobiografía fue escrita en inglés. "Meine Wanderungen und Erlebnisse in Persien" ha sido traducida al persa, por el director de cine iraní Khosrow Sinai.